# Eustomias lipochirus
Eustomias lipochirus es una especie de pez de la familia Stomiidae en el orden de los Stomiiformes.

## Morfología
• Los machos pueden llegar alcanzar los 23,8 cm de longitud total.

## Hábitat
Es un pez de mar y de aguas profundas.

## Distribución geográfica
Se encuentra en el  Atlántico oriental (desde el Marruecos hasta el Gabón y Sudáfrica) y en el  Atlántico occidental (entre 35 ° N y 21 ° S).